# Рошіоара (Вилча)
Рошіоара (рум. Roșioara) — село у повіті Вилча в Румунії. Адміністративно підпорядковане місту Бербешть.
Село розташоване на відстані 186 км на захід від Бухареста, 40 км на захід від Римніку-Вилчі, 76 км на північ від Крайови.

## Населення
За даними перепису населення 2002 року у селі проживали 532 особи, з них 531 особа (99,8%) румунів. Рідною мовою 531 особа (99,8%) назвала румунську.